# Brabantse Pijl 2003
De 43e editie van de Brabantse Pijl (Frans: Fleche Brabançonne) vond plaats op zondag 30 maart 2003. Michael Boogerd won deze eendaagse Belgische wedstrijd vóór zijn ploeggenoot Óscar Freire, nadat de Nederlander dezelfde wedstrijd in 2001 ook al op zijn naam had weten te schrijven. De koers ging over een afstand van 197 kilometer, met de start in Zaventem en de finish in Alsemberg. In totaal wisten 78 renners de eindstreep te bereiken.

## Uitslag
| Brabantse Pijl 2003 |                   |                        |          |
| Plaats              | Naam              | Ploeg                  | Tijd     |
| Winnaar             | Michael Boogerd   | Rabobank               | 4u31'00" |
| 2                   | Óscar Freire      | Rabobank               | + 9"     |
| 3                   | Luca Paolini      | Quick.Step-Davitamon   | z.t.     |
| 4                   | Dave Bruylandts   | Marlux-Wincor Nixdorf  | z.t.     |
| 5                   | Romāns Vainšteins | Caldirola-Sidermec     | + 2' 09" |
| 6                   | Enrico Cassani    | Alessio                | + 2' 20" |
| 7                   | Kurt-Asle Arvesen | Team Fakta             | z.t.     |
| 8                   | Kim Kirchen       | Fassa Bortolo          | z.t.     |
| 9                   | Serge Baguet      | Lotto-Domo             | z.t.     |
| 10                  | Alberto Ongarato  | Domina Vacanze-Elitron | z.t.     |

1961 · 1962 · 1963 · 1964 · 1965 · 1966 · 1967 · 1968 · 1969 · 1970 · 1971 · 1972 · 1973 · 1974 · 1975 · 1976 · 1977 · 1978 · 1979 · 1980 · 1981 · 1982 · 1983 · 1984 · 1985 · 1986 · 1987 · 1988 · 1989 · 1990 · 1991 · 1992 · 1993 · 1994 · 1995 · 1996 · 1997 · 1998 · 1999 · 2000 · 2001 · 2002 · 2003 · 2004 · 2005 · 2006 · 2007 · 2008 · 2009 · 2010 · 2011 · 2012 · 2013 · 2014 · 2015 · 2016 · 2017 · 2018 · 2019 · 2020 · 2021 · 2022 · 2023 · 2024